# Antonio Filipazzi

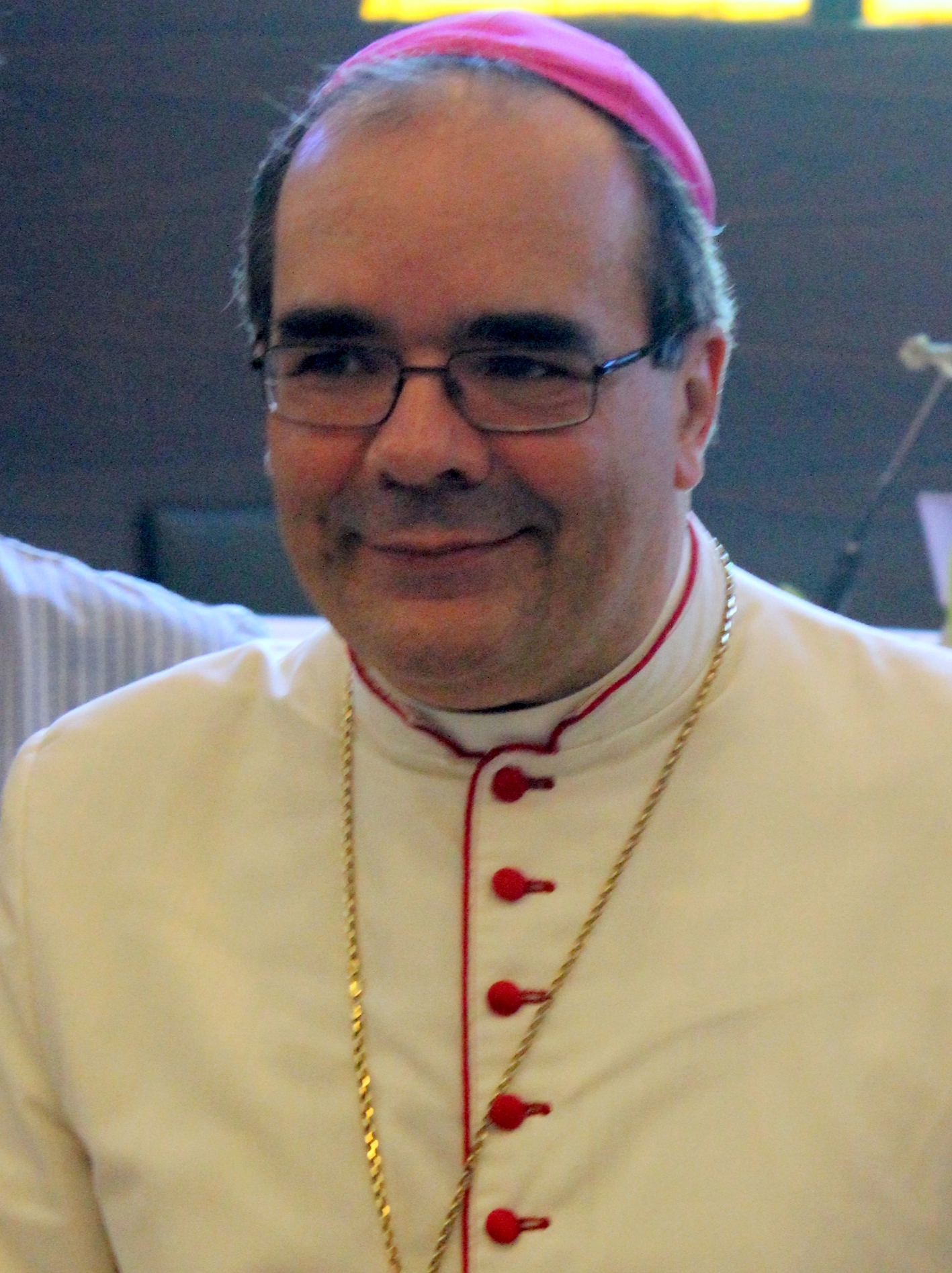
Antonio Filipazzi (2014)

Antonio Guido Filipazzi (* 8. Oktober 1963 in Melzo, Provinz Mailand, Italien) ist ein römisch-katholischer Erzbischof und Diplomat des Heiligen Stuhls.

## Leben
Nach dem Abitur studierte Antonio Filipazzi ab 1982 an der Theologischen Fakultät von Norditalien Katholische Theologie und Philosophie und schloss dieses Studium 1987 mit dem Bakkalaureat in Theologie ab. Am 10. Oktober 1987 empfing er durch Giuseppe Kardinal Siri das Sakrament der Priesterweihe für das Bistum Ventimiglia-San Remo. 1989 erwarb er am Römischen Athenäum vom Heiligen Kreuz das Lizenziat in Kanonischem Recht und wurde 1992 an der mittlerweile zur Päpstlichen Universität vom Heiligen Kreuz erhobenen Hochschule zum Dr. iur. can. promoviert. Zudem war er von 1989 bis 1990 Kaplan an der Kathedrale Santa Maria Assunta in Ventimiglia und Dozent für Kanonisches Recht am Bischöflichen Priesterseminar »Pius XI.« in Bordighera. Von 1990 bis 1992 besuchte er die Päpstliche Diplomatenakademie in Rom.
Anschließend war er bis 1995 Nuntiatursekretär an der Apostolischen Nuntiatur in Sri Lanka. Papst Johannes Paul II. verlieh ihm am 16. August 1995 den Ehrentitel Kaplan Seiner Heiligkeit (Monsignore). Von 1995 bis 1998 war Filipazzi Nuntiatursekretär in Österreich und von 1998 bis 2003 zunächst Nuntiatursekretär und später Nuntiaturrat an der Apostolischen Nuntiatur in Deutschland. In den Jahren 2002 und 2003 unterrichtete er auch Kirchenrecht am Priesterseminar »Redemptoris Mater« in Berlin. 2003 wurde er als Nuntiaturrat an die Römische Kurie berufen, wo er bis 2011 in der Sektion für die Beziehungen mit den Staaten des Staatssekretariats tätigt war. Am 22. Oktober 2008 verlieh ihm Papst Benedikt XVI. den Titel Ehrenprälat Seiner Heiligkeit.
Am 8. Januar 2011 ernannte ihn Papst Benedikt XVI. zum Titularerzbischof von Sutrium. Die Bischofsweihe spendete ihm der Papst persönlich am 5. Februar desselben Jahres im Petersdom; Mitkonsekratoren waren Kardinaldekan Angelo Sodano und Kardinalstaatssekretär Tarcisio Bertone SDB. Am 23. März desselben Jahres wurde er zum Apostolischen Nuntius in Indonesien berufen.
Papst Franziskus ernannte ihn am 26. April 2017 zum Apostolischen Nuntius in Nigeria. Am 24. Oktober 2017 ernannte ihn der Papst zusätzlich zum ständigen Beobachter bei der Westafrikanischen Wirtschaftsgemeinschaft.
Papst Franziskus ernannte ihn am 8. August 2023 zum Apostolischen Nuntius in Polen.

## Ehrungen und Auszeichnungen
- 1998: Ehren-Konventualkaplan des Souveränen Malteser-Ritter-Ordens
- 1998: Großes Ehrenzeichen für Verdienste um die Republik Österreich
- 2003: Großes Verdienstkreuz des Verdienstordens der Bundesrepublik Deutschland
- 2005: Komtur des Verdienstordens der Italienischen Republik